# Pożyczkodawca instytucjonalny
Pożyczkodawca instytucjonalny (ang. official lender) – instytucja lub organizacja, która występując w roli pożyczkodawcy dostarcza pożyczkobiorcy środków pieniężnych (z zabezpieczeniem lub bez). W zamian za dostarczenie środków pieniężnych pożyczkodawca instytucjonalny otrzymuje wynagrodzenie w postaci odsetek. Udzielanie pożyczek przez pożyczkodawców instytucjonalnych jest z reguły uregulowane prawnie.
Przykładami pożyczkodawców instytucjonalnych mogą być zwykłe banki komercyjne, ale również duże międzynarodowe organizacje, takie jak MFW, Bank Światowy, EBOR.